# ۱۳ زن برزنجیر

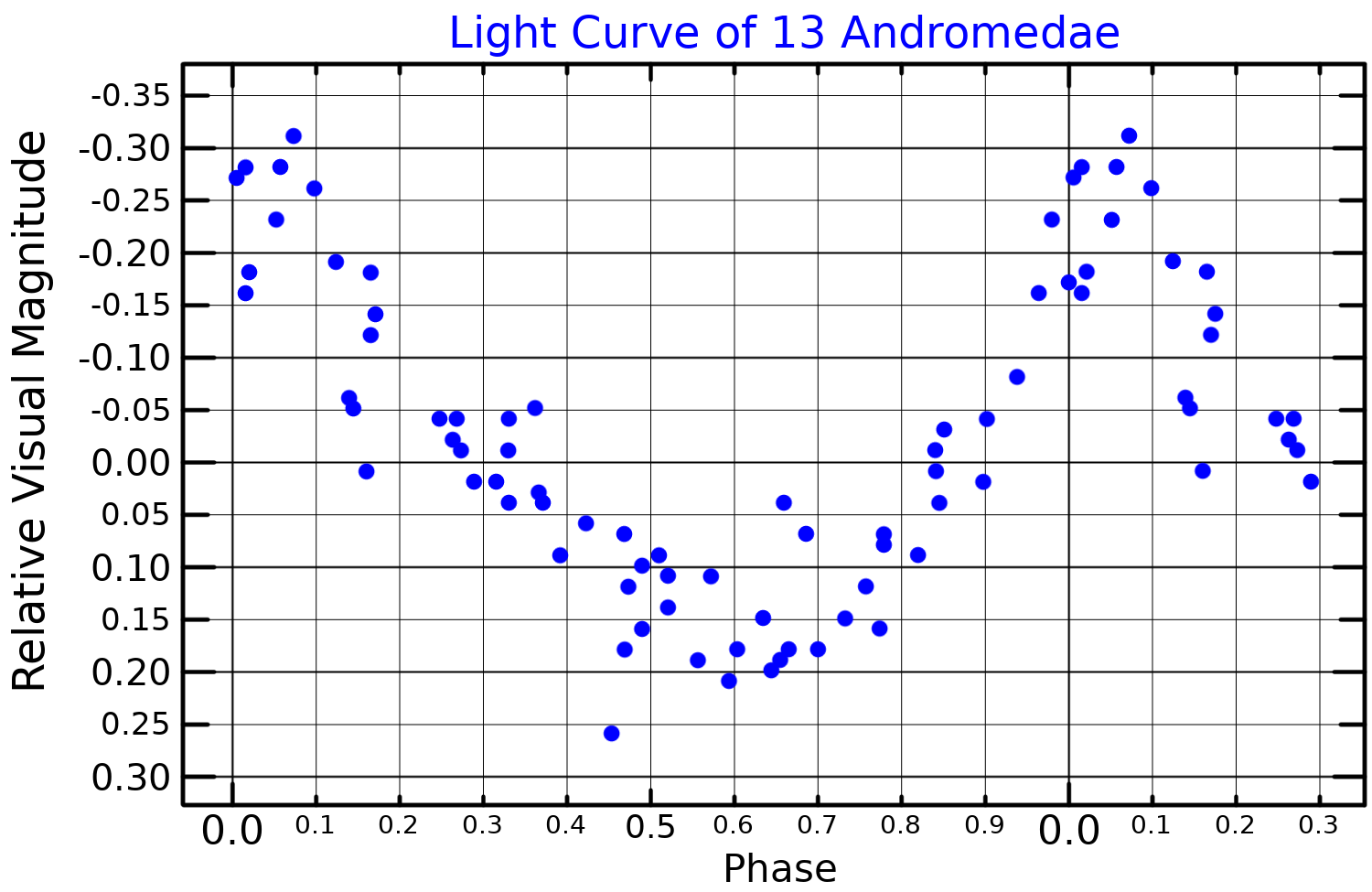
تصویر

۱۳ زن برزنجیر یک ستاره است که در صورت فلکی آندرومدا قرار دارد.